# دیانا رنیک
دیانا رنیک (استونیایی: Diana Rennik؛ زادهٔ ۲۵ مارس ۱۹۸۵) اسکیت‌باز نمایشی اهل استونی است. وی در بازی‌های المپیک زمستانی ۲۰۰۶ شرکت کرده‌است.